# M110 (橢圓星系)
M110或梅西耶110也稱為NGC 205，是仙女座星系的衛星星系， 而在分類上是一個矮橢圓星系。儘管查爾斯·梅西耶從未將該星系列入他的星雲表中，但在他的一張仙女座星系的圖紙上描繪了M32和這個星系；圖紙上的標籤註明梅西耶於1773年8月10日首次觀測到NGC 205 。卡羅琳·赫歇爾在1783年8月27日也獨立發現這個星系；他的哥哥威廉·赫歇爾在1785年描述了她的發現。在1967年，肯尼斯·格林·瓊斯（Kenneth Glyn-Jones）提出將此星系列入梅西耶天體表的建議，使之成為梅西耶天體的最後一個成員。

## 概況
這個星系的型態分類為de5pec，表示為扁率50%的奇特矮橢圓星系。M110被歸類為奇特，是因為在中心附近有塵埃和年輕的藍色恆星。對矮橢圓星系而言，這是不平常的，造成這種特殊的原因還不清楚。它還有些特征相当特殊，与一般的矮椭圆形星系不同。比如它似乎含有暗星云。此外M110虽然很小，但它周围有八个球状星团围绕它运行。不同於M32，沒有證據顯示在NGC 205的中心有超大質量黑洞。
M110中的星際塵埃質量為(1.1–1.8)×104 M☉，溫度為 18–22 K，星際氣體的質量為(4–7)×106 M☉。M110的顯示內部沒有足夠的星際物質，而這些物質可能是由超新星爆炸噴發出來的。可能是與M31交互作用的潮汐已經剝離了大量的氣體和塵埃，使得整個星系的星際物質密度不足。

### 新星
在這個星系中也發現過一些新星，包括1999年發現的一顆， 還有在2002年也檢測到一顆。後者命名為EQ EQ J004015.8+414420，是在史隆數位巡天2002年10月拍攝的影像中檢出的。

## 衛星星系
大約一半的仙女座星系的衛星星系正沿著一個高度平坦的平面圍繞著主星系運行：16個中有14個遵循相同的旋轉方向。有一個理論認為這些天體曾經屬於NGC 205周圍的一個亞哈洛星系，然後在與仙女座星系的一次近距離接觸中，這群天體被潮汐力打破。

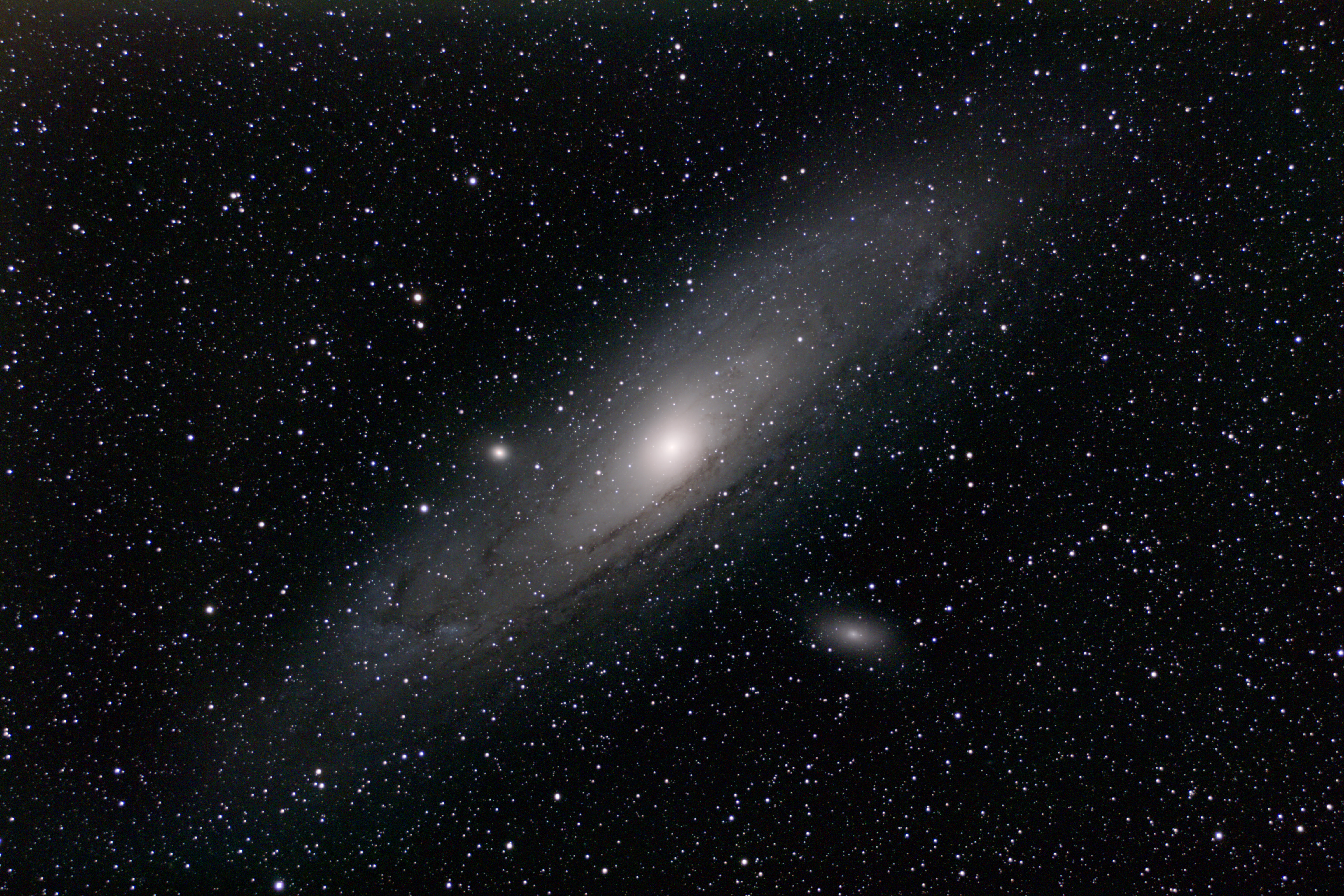
在這幅影像中，M110位於中心的右下方。

## 外部連結
- Messier 110 Data Sheed and additional information （页面存档备份，存于） - Telescopius.   (Deep Sky Objects Browser has been renamed and reformatted - the old links below no longer work correctly)
- Messier 110 data sheet, altitude charts, sky map and related objects （页面存档备份，存于） - Deep Sky Objects Browser
- Messier 110 amateur astrophotography[] - Deep Sky Objects Browser
- WikiSky上关于M110 (橢圓星系)的内容：DSS2, SDSS, GALEX, IRAS, 氢α, X射线, 天文照片, 天图, 文章和图片
- SEDS: Elliptical Galaxy M110 （页面存档备份，存于）
- Fohring, Dora; Merrifield, Michael. . Deep Sky Videos. Brady Haran.   [2020-10-12]. （原始内容存档于2020-07-02）.